# Întorsura (Dolj)
Pour l’article homonyme, voir Întorsura.
Întorsura est une commune roumaine située dans le județ de Dolj.